# كامو (إيطاليا)
كامو هو فراتسيوني من كومونا في بيمنتة. تقع على بعد 60 كيلومتر (37 ميل) جنوب شرق تورينو و 60 على بعد كم من شمال شرق كونيو. ألغيت بلدية كامو في 31 ديسمبر 2018. كانت البلدية السابقة تحد البلديات التالية: كوسانو بيلبو، مانجو، سانتو ستيفانو بيلبو.